# Roter Fliegenkäfer
Der Rote Fliegenkäfer (Cantharis rufa) ist ein Käfer aus der Familie der Weichkäfer (Cantharidae).

## Merkmale
Die Käfer erreichen eine Körperlänge von 8,5 bis 10 Millimetern. Kopf und Halsschild sind hellrot gefärbt, die Deckflügel (Elytren) sind gelbbraun. Der Halsschild ist breit und abgerundet, allerdings nicht halbkreisförmig wie beim ähnlichen Variablen Weichkäfer (Cantharis livida). Darüber hinaus sind die Hinterecken des Halsschildes an der Seite zu erkennen. Die Fühler sind hellrot, an den Enden aber dunkler als an der Basis. Die Beine sind gelb. Gelegentlich treten Individuen auf, bei denen hinter den Facettenaugen dunkle Flecken zu erkennen sind, oder bei denen die Schenkel (Femora) der mittleren und hinteren Beinpaare, oder die kompletten Beine dunkel gefärbt sind, oder bei denen auf dem Halsschild ein „M“-förmiger dunkler Fleck zu sehen ist.

### Ähnliche Arten
- Variabler Weichkäfer (Cantharis livida)

## Vorkommen
Die Art kommt in fast ganz Europa und auch nördlich des Polarkreises und auf den Britischen Inseln vor. Östlich erstreckt sich ihre Verbreitung bis nach Sibirien. Man findet sie vom Flachland bis in niedrige Berglagen. Sie sind häufig und sitzen oft auf Getreideähren.